# Гуляк, Софья Мейеровна
Софья Мейеровна Гуляк (род. 29 декабря 1979, Казань) — российская пианистка, лауреат крупнейших международных конкурсов. Первая женщина победившая на международном конкурсе пианистов в Лидсе.

## Биография
Окончила Казанскую государственную консерваторию имени Н. Г. Жиганова и аспирантуру при ней (2005), ученица Эльфии Бурнашевой; с 2006 преподаёт там же. Известна, в частности, исключительно активным участием в международных пианистических конкурсах: к концу 2007 г. Гуляк была лауреатом более чем 20 различных конкурсов, увенчав этот список третьей премией на Международном конкурсе имени Маргерит Лонг и победами в Международном конкурсе пианистов имени Капелла в США и в Международном конкурсе пианистов в Лидсе. Среди прочих наград Софьи Гуляк — первая премия Международного конкурса имени Рустема Яхина (Казань, 2003) за мастерство аккомпаниатора, гран-при проводившегося в Казани же Международного конкурса имени Софии Губайдулиной (2006), первая премия Международного конкурса имени Май Линд в Хельсинки (2007).